# Alopecosa nitidus
Alopecosa nitidus là một loài nhện trong họ Lycosidae.
Loài này thuộc chi Alopecosa. Alopecosa nitidus được Hsen Hsu Hu miêu tả năm 2001.